# Фридрих Гогенцоллерн-Зигмаринген (1843)
Фридрих Евгений Иоганн Гогенцоллерн-Зигмаринген (нем. Friedrich Eugen Johann von Hohenzollern-Sigmaringen; 25 июня 1843, Инцигкофен — 2 декабря 1904, Мюнхен) — член дома Гогенцоллерн-Зигмарингенов, генерал кавалерии прусской армии.

## Биография
Фридрих — четвёртый сын князя Карла Антона Гогенцоллерн-Зигмарингена и принцессы Жозефины, дочери великого герцога Карла Баденского. В конце сентября 1859 года принц переехал в Бонн, где завершил своё образование. В 1861—1864 годах Фридрих совершил длительные поездки в Австрию, Италию, Швейцарию и Англию. В 1860-е и 1870-е годы Фридрих ещё побывал в Италии, Египте и Греции.
Осенью 1862 года Фридрих Евгений начал военную карьеру в прусской армии и в звании секонд-лейтенанта был приписан к 5-му вестфальскому уланском полку, размещавшемуся в Дюссельдорфе. С этим полком Фридрих в 1866 году принимал участие в прусско-австрийской войне. Весной 1870 года Фридриха перевели в 1-й гвардейский драгунский полк и присвоили звание ротмистра, в связи с чем он прибыл в Берлин. Спустя несколько месяцев его часть перевели на запад и в 1870—1871 годах он принимал участие в войне с Францией. Далее Фридрих с 17 июня 1889 по 21 сентября 1893 года командовал 22-й дивизией.
Князь Карл Антон подумывал предложить в качестве кандидата на трон Испании не только старшего сына Леопольда, но и Фридриха. Поначалу Леопольд не обнаруживал никакого интереса, поскольку был женат на португальской принцессе Антонии (1845—1913), отвергавшей эту идею из патриотических убеждений. Королева Виктория и кайзер Вильгельм I относились к этим планам скорее скептически. Карл Антон напрасно возлагал надежды на Фридриха, который решительно отказался принимать испанскую корону.

## Семья
21 июня 1879 года Фридрих женился в Регенсбурге на принцессе Луизе Турн-и-Таксис, дочери наследного принца Максимилиана Антона и герцогини Елены Баварской (1834—1890), сестры императрицы Австрии Елизаветы. В браке не было детей. В семье Фридрих считался спокойным, почти флегматичным человеком, но обладавшим сердечностью и остроумием. Похоронен в церкви Зигмарингена.